# تشارلي دور
تشارلي دور (بالإنجليزية: Charlie Dore)‏ هي كاتبة أغاني ومغنية ومغنية مؤلفة وممثلة بريطانية، ولدت في 1956 في بينر ‏ في المملكة المتحدة.

## وصلات خارجية
- الموقع الرسمي
- تشارلي دور على موقع IMDb (الإنجليزية)
- تشارلي دور على موقع ميوزك برينز (الإنجليزية)
- تشارلي دور على موقع أول موفي (الإنجليزية)
- تشارلي دور على موقع أول ميوزيك (الإنجليزية)
- تشارلي دور على موقع ديسكوغز (الإنجليزية)
- تشارلي دور على موقع قاعدة بيانات الفيلم (الإنجليزية)